# Серест (Ушће Роне)
Серест (фр. Ceyreste) је насељено место у Француској у региону Прованса-Алпи-Азурна обала, у департману Ушће Роне.
По подацима из 2011. године у општини је живело 4183 становника, а густина насељености је износила 185,01 становника/km².

## Демографија
| 1990. | 2011. |
| ----- | ----- |
| 3.004 | 4.183 |